# Karl Aasland
Karl Aasland (Time, 13 november 1918 - aldaar, 29 maart 1982) was een Noors politicus voor het Centrumpartij van Noorwegen. Hij werd verkozen voor het Noors parlement van Rogaland in 1969. Lokaal gezien was hij actief in het bestuur van Stavanger van 1965 tot 1967. Buiten zijn politieke bezigheden werkte hij op een boerderij van 1947 tot 1982.